# Апанасенко, Дмитрий Борисович
Дмитрий Борисович Апанасенко (род. 17 июля 1967, Усолье-Сибирское, Иркутская область) — советский и российский ватерполист.
Победитель IX летней Спартакиады народов СССР (1986), трёхкратный чемпион СССР (1985—1987), четырёхкратный чемпион России (1994, 1996, 2001, 2002), чемпион Европы (1987), бронзовый призёр чемпионатов мира (1986, 1994) и Олимпийских игр (1988, 1992). Заслуженный мастер спорта СССР. Один из самых результативных нападающих в истории советского и российского водного поло, за карьеру забил более 2000 голов в официальных матчах.

## Биография
Родился в семье директора Усольского солевыварочного завода Бориса Павловича Апанасенко. Вырос в Москве, где в 13 лет начал заниматься водным поло в спортшколе «Динамо» под руководством Сергея Некрасова. Играл на позиции подвижного нападающего.
Большую часть спортивной карьеры выступал за команду «Динамо» (Москва), в составе которой трижды становился чемпионом СССР (1985—1987) и четырежды чемпионом России (1994, 1996, 2001, 2002). Семь лет играл в зарубежных клубах: итальянском «Посейдоне» из Катании (сезон 1991/92), французском «Олимпике» из Ниццы (1992/93 и 1994/95), мальтийских «Нептуне» и «Сан-Джильяне» (1993 и 1996), а также греческих «Хиосе» и «Панатинаикосе» (1996/97 — 1999/2000).
С середины 1980-х и до середины 1990-х годов был игроком сборной СССР (1986—1991), Объединённой команды (1992) и сборной России (1993—1996). В их составе становился победителем Игр доброй воли (1986, 1994), чемпионом Европы (1987), бронзовым призёром чемпионатов мира (1986, 1994) и Олимпийских игр (1988, 1992).
В 2004 году завершил спортивную карьеру. В дальнейшем занимался тренерской деятельностью в МГФСО, работал со сборной России среди юниоров (до 20 лет). С 2019 года является заместителем генерального директора ватерпольного клуба «Динамо».

## Образование
В 1990 году окончил Московский областной педагогический институт.

## Семья
- Максим Апанасенко (род. 1973) — брат, российский ватерполист.
- Татьяна Апанасенко (род. 1967) — жена, советская синхронистка и российский тренер по синхронному плаванию.